# Perception (videojuego)
Perception (en braille: ⠏⠑⠗⠉⠑⠏⠞⠊⠕⠝) es un videojuego de aventura de survival horror en primera persona desarrollado por The Deep End Games y publicado por The Deep End Games y Feardemic. Fue lanzado para Microsoft Windows el 30 de mayo de 2017, seguido de las versiones de PlayStation 4 y Xbox One el 6 de junio y la versión de Nintendo Switch el 31 de octubre. La historia sigue a Cassie Thornton, una mujer ciega que percibe el mundo usando la ecolocalización. El jugador asume el papel de Cassie y debe usar su habilidad única para explorar una gran mansión en Gloucester, Massachusetts y descubrir sus secretos.
El equipo de desarrollo detrás de Perception está formado por varios ex empleados de Irrational Games que trabajaron en BioShock (2007) y BioShock Infinite (2013).

## Jugabilidad
Perception es un videojuego de aventura de survival horror en primera persona en el que el jugador asume el papel de Cassie Thornton, una mujer ciega que navega por una mansión a través de la ecolocalización. Esta habilidad permite que sonidos como los pasos de Cassie, el agua que gotea o el viento que fluye le permiten al jugador echar un vistazo a su entorno. Mediante el uso de la ecolocalización, el jugador debe explorar el entorno para examinar objetos y desentrañar la historia del juego. El jugador también tiene un bastón que puede tocar para proporcionar una vista completa de cualquier habitación. Si el jugador toca demasiado, el antagonista del juego que acecha el establecimiento, conocido como la Presencia, puede matarlo. The Presence no se puede matar directamente y se ha comparado con los enemigos en otros juegos de terror como Amnesia: The Dark Descent (2010), Outlast (2013) y Alien: Isolation (2014). Cassie también tiene un teléfono celular que el jugador puede usar para enviar imágenes y texto a un operador que puede describirles el contenido.

## Desarrollo
Perception fue desarrollado por The Deep End Games, un estudio de desarrollo con sede en Boston fundado por Bill Gardner. Gardner había trabajado anteriormente para Irrational Games, donde trabajó en BioShock y BioShock Infinite. El estudio está formado por varios otros ex empleados de Irrational Games que también trabajaron en la serie BioShock, y también la esposa de Gardner se desempeña como escritora y productora. El desarrollo de Perception había estado en marcha durante unos seis meses y Gardner lo estaba autofinanciando antes de que el equipo lanzara una campaña de financiación colectiva de Kickstarter en mayo de 2015 solicitando 150 000 dólares estadounidenses. La campaña concluyó exitosamente un mes después con $168,041 recaudados para el desarrollo restante del juego.
La percepción se desarrolla en Gloucester, Massachusetts. Gardner explicó que se basó en la reputación de Nueva Inglaterra de ser un escenario recurrente en la ficción de terror, como en las historias de Lovecraft. También describió la arquitectura de la finca en el juego para que se parezca a la arquitectura de la región.

## Lanzamiento
Perception se lanzó para Microsoft Windows a través de Steam y GOG.com el 30 de mayo de 2017. Las versiones de PlayStation 4 y Xbox One siguieron el 6 de junio de 2017. El juego fue publicado por The Deep End Games y Feardemic para Xbox One, una editorial independiente. en Cracovia, Polonia.
El 31 de octubre de 2017 se lanzó la versión de Nintendo Switch; en la misma fecha, el juego recibió una "Actualización de remasterización" que agregó nuevos modos de dificultad y cambios de guion.

## Recepción
Perception recibió críticas "mixtas o promedio", según el agregador de reseñas Metacritic. El juego fue nominado como "Juego financiado por la comunidad más satisfactorio" en los SXSW Gaming Awards de 2018.